# Ernst Sigmund
Ernst Sigmund (* 27. April 1946 in Eßlingen am Neckar; † 23. Februar 2015) war ein deutscher Physiker.
Sigmund promovierte 1974 und habilitierte 1980 in theoretischer Physik. Er lehrte bis 1993 in Stuttgart und übernahm den Lehrstuhl für Theoretische Physik der Brandenburgischen Technischen Universität Cottbus. 1994 wurde er Dekan der Fakultät Mathematik, Naturwissenschaften und Informatik. Von 1996 bis 2006 war er dort Universitätspräsident. Im Jahre 2003 gründete er in Cottbus die Firma Wankel SuperTec GmbH.
Sigmund beschäftigte sich mit Transporttheorie in niederdimensionalen Systemen, der Elektronik in molekularen Strukturen und der Hochtemperatursupraleitung in keramischen Materialien. Er veröffentlichte 170 Beiträge in Fachzeitschriften und erhielt zwei Ehrendoktorwürden.